# Guggenhausen
Guggenhausen – miejscowość i gmina w Niemczech, w kraju związkowym Badenia-Wirtembergia, w rejencji Tybinga, w regionie Bodensee-Oberschwaben, w powiecie Ravensburg, wchodzi w skład związku gmin Altshausen.

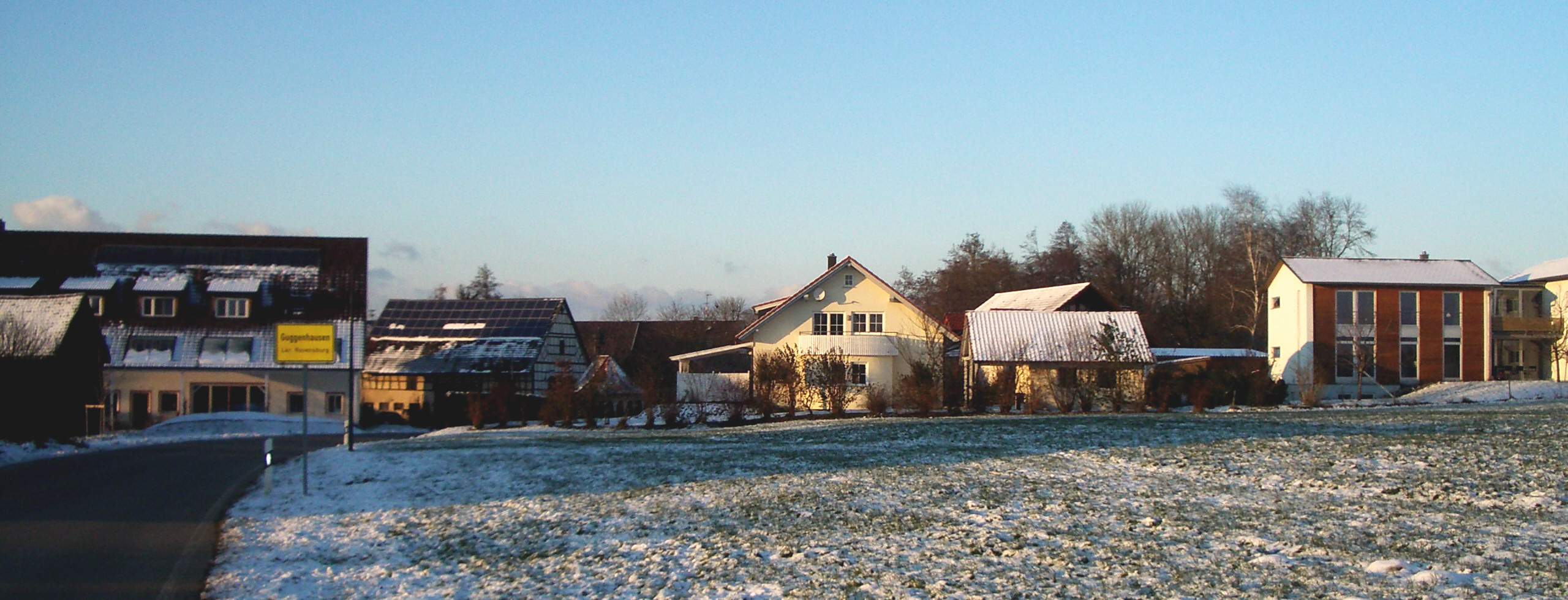
Guggenhausen

## Demografia
| Rok  | Liczba mieszkańców |
| ---- | ------------------ |
| 1825 | 186                |
| 1900 | 200                |
| 1974 | 196                |
| 2005 | 200                |